# Jean-Baptiste Boyer-Fonfrède
Jean-Baptiste Boyer-Fonfrède, född 1766 och död 1793, var en fransk revolutionspolitiker.
Boyer-Fonfrède ägnade sig åt köpmansyrket, deltog med iver i franska revolutionen och invaldes 1792 i nationalkonventet, där han anslöt sig till girondisterna. Trots att Boyer-Fonfrède tillhörde den grupp inom partiet som stod jakobinerna närmast, delade han 1793 sina partivänners öde och avrättades i giljotinen.